# پسی کمان
پسی کمان یک ستاره است که در صورت فلکی کمان قرار دارد.